# Bandera de Cabanabona
La bandera oficial de Cabanabona té la següent descripció:
| « | Bandera apaïsada, de proporcions dos d'alt per tres de llarg, verd clar, amb la cabana groga tancada de negre de l'escut, d'alçària 3/6 de la del drap, al centre. | » |

## Història
Fou aprovada per la Generalitat el 17 de novembre de 2014 i publicada al DOGC el 28 de novembre amb el número 6760.